# Бибик Тарас Ігорович
Тарас Ігорович Бибик (Taras Igorovych Bybyk) (* 27 березня 1992 року, м. Чернівці) — український спортстмен, легкоатлет що спеціалізується з бігу на 800 метрів, естафета 4х400, Майстер спорту України міжнародного класу. Срібний призер чемпіонату Європи U23.Тарас показав другий серед молоді України результат за всю історію — 1.46,20! Це є й новим молодіжним рекордом Чернівецької області. Чернівчанин Тарас Бибик став першим українським легкоатлетом, який за часів незалежності виступив на чемпіонаті світу на дистанції 800 м.

## Статистика виступів на чемпіонатах світу та Європи
| Рік  | Назва Змагань                  | Місто    | Зайняте місце | Дисципліна | Результат |
| ---- | ------------------------------ | -------- | ------------- | ---------- | --------- |
| 2009 | Всесвітня Гімназіада           | Доха     | Кваліфікація  | 400 метрів | 51.31     |
| 2010 | Чемпіонат Світу серед Юніорів  | Монктон  | Кваліфікація  | 800 метрів | 1.51.15   |
| 2011 | Чемпіонат Європи Серед Юніорів | Таллінн  | Півфінал      | 800 метрів | 1.49.25   |
| 2013 | Чемпіонат Європи у приміщинні  | Гетеборг | 5 місце       | 800 метрів | 1.50.38   |
| 2013 | Чемпіонат Європи серед молоді  | Тампере  | 2 місце       | 800 метрів | 1.46.20   |
| 2013 | Чемпіонат Світу                | Москва   | Кваліфікація  | 800 метрів | 1.49.39   |

## Спортивна кар'єра

### Зимовий чемпіонат Європи в Гетеборзі
Тарас Бибик на своєму дебютному чемпіонаті Європи зумів вийти до фіналу з бігу на 800 МЕТРІВ, у якому фінішував п'ятим (1.50,38 хв). Перемогу відсвяткував фаворит забігу, поляк Адам Кщот (1.48,69). Кевін Лопес з Іспанії фінішував слідом (1.49,31). А от за третю сходинку розгорнулася драматична боротьба між британцем Мухтаром Мохаммедом та білорусом Анісом Ананенка. Білорус перетинав фінішну лінію у падінні, але одна сота секунди була на боці британця (1.49,60).
На чоловічій дистанції В Гетеборзі виступав чернівчанин Тарас Бибик який, до слова, вперше виступав у складі дорослої збірної України. Буковинський дебютант наважився взяти на себе роль лідера (хоча в 4 забігу був і володар найкращого результату сезону в Європі британець Майкл Ріммер — 1.46,55, у Тараса, нагадаємо, найкращий результат в сезоні і взагалі в приміщенні — 1.48,93). Прямих путівок до фіналу у чоловіків було лише по 2 у кожному забігу, а отже і боротьба складнішою. У фінішних розборах першим був білорус Аніс Ананенка (31-й результат сезону в Європі — 1.46,69), а наш Тарас Бибик зі скромним 34-м результатом сезону в Європі пробіг 800 м за 1.50,81 і з другого місця пробився до півфіналу, залишивши за бортом змагань лідера європейського сезону Ріммера (3 місце в 4 забігу — 1.51,04).
Удруге поспіль приємно здивував чернівчанин Тарас Бибик який не просто маючи найскромніший результат серед всіх півфіналістів, а й програючи за особистим рекордом одному супернику в півфінальному забігу трохи більше секунди, а іншим — понад 2 секунди (!), примудрився з останньої позиції вибратися на друге місце! Новообраний голова обласної федерації легкої атлетики Олексій Коломієць, який практично з перших кроків у професійному спорті давно підтримує Тараса, перед півфіналом погодився на напівжартівливу пропозицію зустріти свого підопічного на вокзалі з квітами, якщо він буде не останнім у півфіналі. Цікаво буде подивитися, яку ж зустріч Олексій Миколайович влаштує на вокзалі після того, що «витворив» у півфіналі Бибик

### Чемпіонат Європи в Тампере
Єдиний серед буковинців учасник Чемпіонату Європи з легкої атлетики U-23 в Тампере (Фінляндія) чернівчанин Тарас Бибик фантастичним фінішним спуртом вирвав срібну медаль на дистанції 800 м. 
Сенсаційний фіналіст дорослого Євро-2013 в приміщенні на 800-метрівці Тарас Бибик (27.03.1992, ШВСМ, Олег Лобанов, Галина Лобоцька, Ольга Бибик, офіційний партнер — Олексій Коломієць) цього разу приємно вразив фантастичним фінішем на молодіжному Чемпіонаті Європи.
У фінальному забігу 21-річний чернівчанин більшу частину дистанції біг… сьомим. Після 400 м Тарас спробував переміститися на шосту позицію, але суперник теж прискорився і, змусивши буковинця пробігтися по другій доріжці, зберіг «статус-кво».
Аж коли до фінішу залишалося 200 м, Бибику вдалося вийти на шосте місце. А на фінішній прямій наш земляк сотворив справжнє диво — обганяючи конкурентів по третій доріжці, Тарас зумів добратися до лідерів і вирвати срібну нагороду! Та ще й з другим серед молоді України результатом за всю історію — 1.46,20! Це є й новим молодіжним рекордом Чернівецької області. Серед українських бігунів у молодіжному віці швидше біг лише одесит Леонід Масунов, який 22-річним у 22.06.84 у Києві встановив рекорд України серед дорослих (1.45,08), що тримається досі. Принагідно Тарас Бибик перевершив і норматив майстра спорту міжнародного класу (1.46,50).
Дорослий рекорд Буковини на 800-метрівці, до речі, належить зірковому Івану Гешкові, який у неповні 24 роки 15.06.03 у Дортмунді (Німеччина) показав результат 1.45,41. Тоді багато хто прогнозував, що Гешко поб'є «бородатий» рекорд Масунова. Але Іван рідко стартував на цій дистанції, тож до рекорду так і не добрався. Можливо, це вдасться тепер іншому буковинцю Тарасу Бибику…
Зауважимо, що на «срібному» для нього молодіжному Євро-2013 Тарас Бибик двічі оновлював свій рекорд області U-23. На першому етапі чернівчанин у 2 забігу також тримався більшу частину дистанції передостаннім, почав підтягуватися ближче лише після відмітки 600 м, а на фінішній прямій так розігнався, що виграв забіг — 1.46,63. Цікаво, що другим тоді був майбутній чемпіон П'єр-Амброазе Босс (Франція) — 1.46,76.
|  | ФОРМА У МЕНЕ НЕ ГІРША, НІЖ У ТАМПЕРЕ, АЛЕ ЗАБРАКЛО ДОСВІДУ… |

### Чемпіонат світу в Москві

До Москви у складі нашої збірної вирушило відразу кілька дебютантів чемпіонатів світу. Один з них — Тарас Бибик. Вихованець Олега Лобанова став першим українцем за часи незалежності, якому вдалося пробігти чоловічу 800-метрівку на світовому форумі. У 2003 році в Парижі Іван Гешко хоча і був заявлений на цій дистанції, але не стартував на ній після бронзової медалі з бігу на 1500 метрів.
Чернівчанин Тарас Бибик став першим українським легкоатлетом, який за часів незалежності виступив на чемпіонаті світу на дистанції 800 м.
Це констатує сайт Федерації легкої атлетики України, де в контексті подвійного дебюту Тараса Бибика (він вперше виступав на дорослому чемпіонаті світу) згадали і про найтитулованішого буковинського спортсмена Івана Гешка, який у 2003 р. був заявлений на 800-метрівці на Чемпіонаті світу в Парижі, але після «бронзи» на 1500 м вирішив другу дистанцію не бігти (ще Іван у 2004 р. пробився на 800 м до півфіналу на Олімпійських іграх в Афінах).
Кілька тижнів тому на молодіжному чемпіонаті Європи Тарас Бибик (27.03.1992, Чернівці, Д, ОШВСМ, Олег Лобанов, Ольга Бибик, Галина Лобоцька, офіційний партнер — Олексій Коломієць) виграв срібну медаль з бігу на 800 метрів. Розраховувати на медаль у Москві було складно, але за вихід як мінімум у наступне коло змагань українець прагнув поборотися. На жаль, на дистанції все склалося не так, як того бажав би спортсмен. «Не вистачило досвіду», — скаже він, покидаючи стадіон. І додасть: «Але попри все я не розчарований». — Самому складно зрозуміти, що пішло не так. Щось не склалося, але що?.. — намагався проаналізувати виступ Тарас. — На тренуваннях ніби все було добре, все йшло до того, що й на змаганнях мало бути так само. Можливо, свою роль зіграло те, що нинішнього сезону я почав надто рано виступати. Перші старти були ще в травні, а тримати форму так довго непросто.
Хвилювання? Не сказав би. Мені взагалі не притаманний мандраж, коли бігти не можеш. Я завжди досить спокійно підходжу до змагань. Але сьогодні не пішов біг. Певно, не мій день.

## Найкращі Результати
800 m,Топ 10 (best results):
1. 1:46.20 2-22 Tampere 12 Jul 2013
2. 1:47.63 1h2-22 Tampere 11 Jul 2013
3. 1:47.68 2 Yalta 6 Jun 2013
4. 1:48.02 1 Besançon 15 Jun 2013
5. 1:48.51 6 Yalta 14 Jun 2012
6. 1:48.93 5 Yalta 28 May 2012
7. 1:48.93i 1 Sumy 15 Feb 2013
8. 1:49.25 6s2-19 Tallinn 23 Jul 2011
9. 1:49.39 8h1 Moskva 10 Aug 2013
10. 1:49.81 2h3 Yalta 30 May 2011